# V. Majzik Mária
V. Majzik Mária (Budapest, 1949. június 29. – 2025. március 16.) a magyar egyházművészet megújításáért kitüntetett Magyar Örökség díjas, Príma-díjas képzőművész. 
Kerámia- és bronzalkotásai között található a Budakeszin álló Himnusz-szobor és a Parajdon álló római katolikus templom teljes belső díszítése. A szakrális művészet megújítójaként tartják számon, a mai magyar képzőművészet egyedülálló, a kerámia és a szobrászat határvonalán álló, stílusteremtő mestere.

## Életútja
Született 1949. június 29-én Budapesten, iskoláit is ott végezte. Sportkarrierjét egy sportbetegség kettétörte. Vívóként a mexikói olimpiára történő felkészülés közben térdműtétek sorozata kezdődött. Ezt követően vált fokozatosan az élete részévé, majd értelmévé a képzőművészet. Kezdetben a Dési Huber Körben tanult, majd korán, húszévesen a család és a gyermeknevelés került előtérbe. Férje mérnök, műszaki tanár volt. Fia, Varga Lóránt író, drámaíró.
Egészségi állapota idővel nem tette lehetővé számára a további alkotást. 2025. március 16-án hosszú betegség után abban a III. kerületben működő Magyar Hospice Alapítvány házban hunyt el, melynek kápolnáját teljes egészében az ő munkái díszítik. 

## Kiállítások
Kezdetben kisplasztikáival aratott országszerte és külföldön sikereket.
Budapesten többek között: 
- Gellért Szálló, Állami Operaház Vörös Szalonja, Margitszigeti Nagyszálló, OTP Galéria, Pataky Művelődési Központ.

Országszerte: 
- Szentendre, Szeged, Balatonfüred.

Külföldön: 
- Bodeni Vizikastély, Németország.

Kisplasztikái megtalálhatók Magyarországon, Németországban és Amerikában is.
A ’90-es években nagyszabású domborművek, összefüggő, nagyméretű domborműegyüttesek sorozata kezdődött, köztük bronzszobroké is. Domborművei megtalálhatók a fővárosban több helyütt és országszerte, valamint Rómában és Erdélyben is.

## Elismerések
- 2002-ben Parajd díszpolgárává választották.
- 2004-ben „Budakesziért” kitüntetést kapott.

A magyar egyházművészet megújításáért 
- Magyar Örökség díjat, valamint
- 2012-ben Príma-díjat kapott.

## Himnusz-szobor
Budakeszin található a Himnusz szabadtéri oltára, mely a Mária-út része.

## Állandó kiállítás
Budakeszin a metodista templom épületében található állandó kiállítása, melynek megnyitójára Szokolay Sándor Kossuth-díjas zeneszerző külön darabot írt.

## Jelentősebb alkotásai 1990 és 2020 között
- Csolnoki Fehér Szűz Mária. Csolnoki r. kat. templom
- VII. és IX. stáció. Kerámia, Budakeszi, stáció-domb
- Szent Gellért. Kerámia dombormű, Gellérthegyi Sziklatemplom, Budapest
- Magyarok Nagyasszonya. Kerámia dombormű, Gellérthegyi Sziklatemplom, Budapest
- Szent Margit Kápolna. Budapest III.ker. Szent Margit Kórház (terrakotta)

(A kápolna tervezése, 30 szobor és dombormű, köztük Szt. Margit, Istenes Szent János, a Corpus, a keresztút 14 példaképének domborművei és az Utolsó vacsora c. szobor).
- Béke-dombormű. Róma, NATO Védelmi Akadémia főbejárata fölött (terrakotta)
- Magyar Piéta. Dombormű, Budapest, XIV.ker., Regnum Marianum Templom (terrakotta)
- Bajor Gizi. Féldombormű, Balatonföldvár, Bajor Gizi Közösségi Ház (terrakotta)
- A kilenc múzsa. Monumentális dombormű. Balatonföldvár, Bajor Gizi Közösségi Ház színházterme (terrakotta)

- Zene. Dombormű. Budapest, II. Ker., Kodály Zoltán Ének-Zenei Általános Iskola (terrakotta),

(Nyolc, kb. 200 cm magas alak kompozíciója galambokkal, harangokkal)
- In memoriam Anna Frank. Kerámia dombormű, Debreceni Orvostudományi Egyetem aulája. Megjelent az Earthen Wonders c. könyvben (New York)
- Stációk. Berkenye (bronz)
- Szent András-szobor. Hévíz, a gyógyfürdő forrása fölött, 280 cm magas emlékmű (bronz)
- Betlehem. Kisplasztika. Sikerrel szerepelt Rómában, a 100 Nemzetközi Jászol Kiállításon.
- Elnyerte a Szentszék melletti magyar nagykövetség díját. (terrakotta)
- Maximilian Kolbe. Kerámia dombormű. Gellérthegyi Sziklatemplom, lengyel kápolna, Budapest
- A gyógyulásért. Egy alakos kerámia dombormű. Borsod Abaúj Z. Megyei Kórház, Miskolc
- Manfred Wörner. Dombormű. Budapest, Honvédelmi Minisztérium díszterme (bronz)
- Ökumenikus Kápolna Bp. XIII., Semmelweis Orvostudományi Egyetem Szabolcs utcai Kórháza. A négy falat a padlótól a mennyezetig betöltő dombormű ornamentikus díszítéssel.
- A kápolna tervezése, belső tér, falfelületek kialakítása, díszítése. (terrakotta)

(A kórház bezárásával lebontásra került. A művésznő a kápolna elemeit felhasználta a későbbi Honvéd Központi Kórház kápolnájának kialakításakor).
- Szent Miklós Kápolna. Állami Szent András Kórház, Hévíz. A kápolna tervezése és teljes belső díszítése.(terrakotta)

(Domborművek a kápolnában: Teremtés kerubokkal (500 x 300 cm) ; Az emberiség: 28 ember nagyságú alak (500 x 300cm) ; A feltámadt Corpus ; Szent Miklós: négy alakos dombormű.)
- Nővérek. Köztéri szobor. Budapest, Dél-pesti Jáhn Ferenc Kórház főbejárata előtt (bronz)
- Szent Péter és Szent Pál. Budapest, Vatikán Magyarországi Nagykövetsége (120 cm magas szobrok a belső bejárat bal és jobb oldalán) (bronz)
- Szent István-emlékmű. Dabas, Szent István tér (bronz). (Ember nagyságú alak, mögötte a metzi palástot idéző hatalmas kapuval, amely 128 galambból és kb. száz életfából áll.)
- Stációk. Fém. Hidegkút
- Keresztelő Szent János templom. Erdély, Parajd új r.k. templomának belső díszítése saját tervei alapján. Ez a kereszténység alapjainak egy egységes művészi felfogás szerint megtervezett, nagyméretű kerámia domborműveken történő ábrázolása. (terrakotta)
- A Keresztelő Szt. János Templomban 2001. nyarán elhelyezett alkotások:

Jézus születése (13 alakos, 150 x 230 cm dombormű)
Jézus halála (17 alakos, 150 x 230 cm dombormű)
A négy evangélista (230 cm magas alakok)
Mária a kis Jézussal
Keresztelő Szt. János, amint Jézust kereszteli meg
Szent Antal
A keresztút példaképei
A négy évszak: két hatalmas kompozíció a természet isteni rendjéről
Corpus: a halott Krisztus ábrázolása galambokkal
Gyertyatartók, Oltáriszentség-tartó.
- Hospice Madonna. (Pieta) Budapest, III.ker., Hospice Ház. (terrakotta)
- Mádi Magyarok Nagyasszonya. Mád, r.k. templom előtti millenáris park (bronz)
- Szent Lajos király templom homlokzata. Terrakotta. Pestszenterzsébet.

(Corpus, Szentlélek, Angyalok, a boltívben bourbon-liliomokkal övezett töviskoszorú, amelyet három félkörívben felfelé szálló galambok vesznek körül.)
- Ima Magyarországért. Dombormű Jókai Anna műve nyomán. Budapest, XI., Magyar Szentek Temploma (terrakotta)
- Stációk. Kerámia. Alsószenttamás
- Reményhez. Csokonai versére, Zalán Tibor ösztönzésére készített kisplasztika. Hévíz, Állami Szt. András Kórház.
- Dorottya. Csokonay ihlette kisplasztika. Hévíz.
- Hospice Ökumenikus Káplna. Budapest, III.ker., Hospice Ház (terrakotta).

(13 m hosszú, 3 m magas összefüggő domborművön a természet ábrázolásával teremt hidat az élet és a halál között, érzékeltetve a lélek örökkévalóságát. Egyik oldalon a természet életteli kiteljesedését, vele szemben ennek negatívját ábrázolja. Az élet-oldalon a fák lombjai alatt kehely formájában megjelennek az évszakok időbeni sorrendjét jelző virágok. A szemben lévő falon: Napraforgó –Corpus, a jobb és bal oldali ablakokon a művész által rajzolt ornamentika –két lator.)
- Keresztelő-kút. Szobor. Gibárt, r.k. templom, bronz
- Tékozló fiú. Szobor. Magyarországi Metodista Egyház.
- Borostyános Corpus. Magyarországi Metodista Egyház, Budakeszi.
- Szent Borbála. Szobor. Abaújszántó, r.kat. templom. Kerámia.
- Magyar nemzeti himnusz.

Térkompozíció, szabadtéri oltár. (Hét boltíves kőépítményen bronzdombormű-együttes helyezkedik el 21 bronzharanggal, amely a nemzeti himnuszunkat és a magyar Mária-kegyhelyek templom-harangjainak hangját harangjáték formájában szólaltatja meg. Plasztikai megfogalmazása Kölcsey Ferenc Himnuszának, kiemelten a magyar nép összetartozásának, közösségének. Az alkotásban a művész megteremti a Himnusz nyelvi, zenei és képzőművészeti szintézisét. A főváros és a vidék határán, Budakeszin, a Szarvas téren áll, szabadtéri oltárként.)
- Krónikásének 1956-2006. Kerámia-emlékmű, amely az 1956-os forradalom és szabadságharc emlékére készült, Jókai Anna verse nyomán. Magyar Szentek temploma.
- Emberré válni kell. Nagyszabású kerámia-dombormű együttes. Ez az összefüggő, 11 nagyméretű domborműből álló kompozíció az emberi élet és halál, az emberi sors kiteljesedő és örök, változó törvényszerűségét ábrázolja. Debreceni Orvostudományi Egyetem Onkológiai Tanszék.
- Hymnus. Csíkszereda, Szent Ágoston templom. Kerámia-dombormű a magyarok kereszténységhez fűződő kapcsolatáról.
- Angyali üdvözlet. Csíkszereda, Szent Ágoston templom. Kerámia-dombormű. A születésre készülő oltalmazó Szűzanya.
- Keresztelő-kút. Csíkszereda, Szent Ágoston templom.
- Szokolay Sándor Kossuth-díjas zeneszerző síremléke. Soproni evangélikus temető. Márvány.
- 2021-ben „festményeiből” kiállítást rendezett a budakeszi metodista templomban. Jellemző rá a formai szabadság: festmény jellegű grafikák, csak rá jellemző egyedi formák hol keserű, tragikus tartalmakkal, hol humorral, egy légies könnyedséggel alkotott világot tár a néző elé.